# Polygala alba
Polygala alba es una especie de Magnoliopsida del género Polygala, de la familia Polygalaceae, del orden Fabales.

## Taxonomía
Fue descrita científicamente por Nutt.. Fue publicado por primera vez en Nutt. (1818). In: Gen. Am. 2: 87.